# 牛舌槍

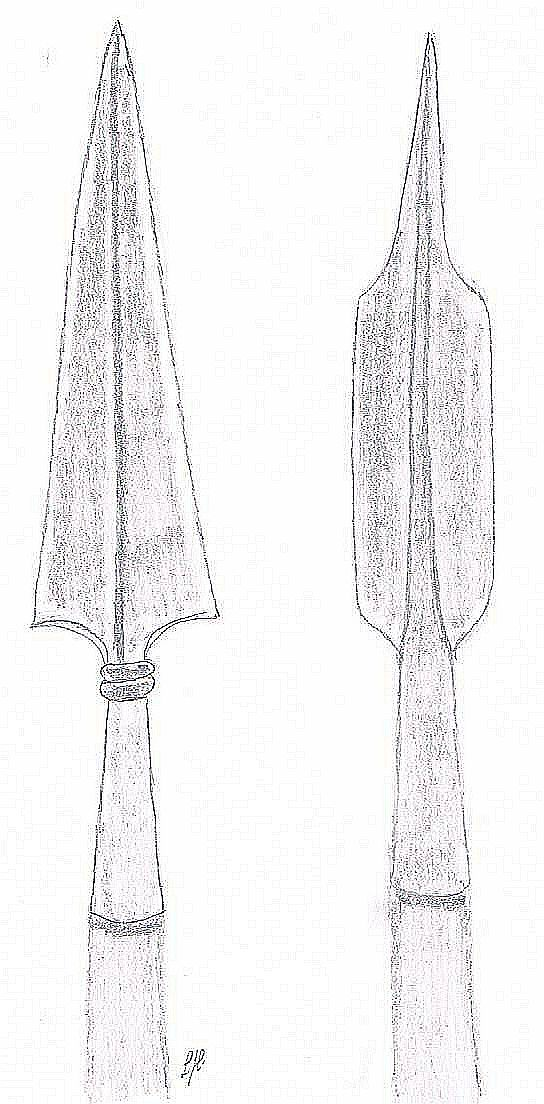

牛舌槍（英語：Ox Tongue Spear）是一種有寬闊雙刃槍頭的槍，大約在15世紀出現，因槍頭形狀像牛舌而得此名，會作成這種形狀是為了增強殺傷力。